# Spiel um den Mann
Spiel um den Mann ist eine deutsche Stummfilmkomödie aus dem Jahre 1929 von Robert Land mit Anna Kallina, Liane Haid und Fred Louis Lerch in den Hauptrollen.

## Handlung
Der Niedergang Österreich-Ungarns mit dem Ende des Ersten Weltkriegs 1918 und die anschließende Hyperinflation haben dazu geführt, dass die blinde, alte Fürstin Prachs-Lehndorff und ihre Enkelin Mizzi verarmten. Beider finanzielle Not geht so weit, dass man sich nicht länger das familieneigene Palais leisten kann und bereits das kostbare Interieur verkaufen musste. Die greise Dame ist geistig bereits nicht mehr auf der Höhe, sodass sie von der Notlage nichts mitbekommt. Mizzi tut alles, um für ihre Großmutter die Illusion aufrechtzuerhalten, es habe sich gegenüber früher nichts verändert. Mizzi selbst hat Beschäftigung als Angestellte in einem Wiener Tourismusbüro gefunden. Durch ihre Geistesgegenwart verhindert Mizzi eines Tages einen Raub der ihr anvertrauten Firmenkasse. Die Polizei ist von ihrem beherzten Eingreifen derart beeindruckt, dass man die junge Frau dazu einspannt, bei der Suche nach einem gestohlenen Schmuckstück mitzuhelfen, auf dessen Wiederbeschaffung eine hohe Belohnung ausgesetzt wurde.
Und so wird aus der kleinen, hochadeligen Angestellten über Nacht ein Fräulein Detektiv. Rasch macht Mizzi einen Verdächtigen ausfindig, dem sie auf Schritt und Tritt folgt. Nach einigen Abenteuern, die sie nach Tirol und in die ungarische Hauptstadt führen, gelingt es Mizzi tatsächlich, das kostbare Juwel wieder zu erlangen. Diese aufregende Reise bringt der jungen Gräfin aber auch in anderer Hinsicht neues Glück: Mizzi lernt währenddessen den jungen Dr. Paul Riedl und dessen Vater Johann kennen. Beide hatten zuvor einen Teil des Besitzes derer von Prachs-Lehndorff käuflich erworben. Aus dieser Begegnung unter ungewöhnlichen Umständen erwächst recht bald Liebe zwischen den beiden jungen Leuten. Glücklich und finanziell saniert kann Mizzi nun in den Hafen der Ehe steuern.

## Produktionsnotizen
Spiel um den Mann entstand im Mai/Juni 1929 in Berlins National-Film-Atelier sowie mit Außenaufnahmen in Budapest, Wien und Innsbruck. Der Film passierte die Zensur am 6. September 1929 und wurde am 1. Oktober desselben Jahres in Berlins Titania-Palast uraufgeführt. In Wien feierte der Film am 15. November 1929 in gleich zehn Kinos Premiere. Der mit Jugendverbot belegte Sechsakter besaß eine Länge von 2141 Meter. 
Gustav Schwab übernahm die Produktionsleitung, Fritz Brunn die Aufnahmeleitung. Edgar G. Ulmer gestaltete die Filmbauten.

## Kritiken
„Robert Land läßt Wien, die Rax-Alp, Budapest mitspielen und inszeniert sauber, sicher aber unpersönlich.“

Das Kino-Journal stellte fest: „Die schönen Bilder von Wien, Budapest und Innsbruck sowie das flotte Spiel von Liane Haid als Komtesse brachten dem Film großen Beifall.“
Für Wiens Das Kleine Blatt war Spiel um den Mann schlicht „Ganz übler Kitsch“. Weiter hieß es: „Der bewährte Kitschfilmregisseur Robert Land hat das grundverlogene Zeug nach der ältesten Schablone gedreht, wenn er nicht mehr weiterkann, bringt er blasse Ansichtskarten von Wien und Budapest. Liane Haid spielt das Komtesserl mit der erforderlichen klebrigen Süße.“